# Interferon
Interferoni  su prirodni proteini kojeg proizvode stanice imunološkog sustava većine kralježnjaka kao odgovor na stimuliranje stranih tvari kao što su virusi, paraziti, tumorske stanice.
Interferoni spadaju u skupinu glikoproteina koji se nazivaju citokini. Interferone proizvode velik broj stanica kao odgovor na prisutnost dvostruke RNK molekule, što je ključni pokazatelj virusne infekcije. 
Interferon pomaže imunološki odgovor tako što inhibira replikaciju virusa u stanici domaćina, aktivira NK stanice (engl. natural killers = hrv. prirodne ubojice) i makrofage, pojačava prezetaciju antigena limfocitima i povećava otpornost stanica prema virusnoj infekciji.

## Tipovi interferona
Opisane su tri glavne klase interferona kod ljudi, prema tipu receptora preko kojega prenose svoj signal:
- Interferon tip I: svi tipovi interferona I vežu se na specifičan stanični receptor koji se naziva IFN-α receptor, i sastoji se od IFNAR1 i IFNAR2 lanca. IFN-α, IFN-ß i IFN-ω su interferoni tipa I prisutni u čovjeka
- Interferon tip II: veže se IFNGR. Kod ljudi to je IFN-γ.
- Interferon tip III: signal prenosi preko receptorskih kompleksa koji se sastoji od IL10R2 (naziva se i CRF2-4) i IFNLR1 (naziva se i CRF2-12)

## Prirodna uloga i sinteza
Interferon ima antivirusni učinak i posjeduje antionkogena svojstva, aktivira makrofage i NK limfocite, pojačava izraženost glavnih kompleksa tkivne podudarnosti (engl. major histocompatibility complex, MHC) I i II tako pojačava prezetiranje stranih antigena T-limfocitima.
U većini slučajeva proizvodnja interferona je odgovor na mikrobe kao što su bakterije ili virusi, ili na njihove proizvode, kao i na razne mitogene ili druge citokine (npr. interleukin 1, interleukin 2, interleukin 12, TNF, CSF), koji nastaju prilikom pojave različitih antigena u tijelu. Interferon se metabolizira uglavnom u jetri i bubrezima. Rijetko prelaze posteljicu, ali mogu prelaziti krvnomoždanu barijeru.
Interferoni koji se koriste u terapijske svrhe imaju oznake grčkih slova prema porijeklu tj. vrsti stanica koja ih proizvodi:
- leukocit - alfa interferon
- fibroblast - beta interferon
- limfocit - gama interferon

## Farmakološka primjena interferona
Terapija interferonom koristi se pri liječenju različitih vrsta tumora. 
Oboljeli od hepatitisa C koji koriste interferon, reagiraju eliminacijom virusa, bolji rezultatima pregleda krvi i boljom histološkim nalazom (biopsija jetre). 
Interferon (interferon beta-1a i interferon beta-1b) koriste se i u liječenju multiple skleroze i autoimunih bolesti. 
Pegilirani interferon je poseban oblik molekule interferona na koju je vezana molekula polietilen glikola, kako bi interferon imao duže djelovanje (pegilirani interferon primjenjuje se intramusklurano jednom tjedno, za razliku od "običnog" koji se primjenjuje tri puta tjedno).

### Nuspojave
Najčešće nuspojave primjene interferona su simptomi kao kod gripe: povišena tjelesna temperatura, zamor, glavobolja, bol u mišićima, a mogu se pojaviti i konvulzije, mučnina, depresija i gubitak tjelesne težine. Nuspojave su obično reverzibilne i prestaju nakon nekoliko dana od prekida terapije.